# Calanopia australica
Calanopia australica is een eenoogkreeftjessoort uit de familie van de Pontellidae. De wetenschappelijke naam van de soort is voor het eerst geldig gepubliceerd in 1966 door Bayly & Greenwood.